# توني فرانكلين
توني فرانكلين (بالإنجليزية: Tony Franklin)‏ هو لاعب كرة قدم أمريكية أمريكي، ولد في 18 نوفمبر 1956.

## وصلات خارجية
- توني فرانكلين على موقع مرجع كرة القدم المحترفة.كوم (الإنجليزية)